# Portland Trail Blazers 2015-2016
La stagione 2015-2016 dei Portland Trail Blazers fu la 46ª nella National Basketball Association (NBA) per la franchigia.
I Portland Trail Blazers arrivarono secondi nella Northwest Division della Western Conference con un record di 44-38. Nei play-off vinsero il primo turno con i Los Angeles Clippers (4-2), perdendo poi la semifinale di conference con i Golden State Warriors (4-1).

## Draft
| Round | Scelta | Giocatore               | Posizione | Nazionalità | Provenienza |
| ----- | ------ | ----------------------- | --------- | ----------- | ----------- |
| 1     | 23     | Rondae Hollis-Jefferson | SF        | Stati Uniti | Arizona     |

## Roster
| N° | Naz.                       | Ruolo | Sportivo         | Anno | Alt. | Peso |
| -- | -------------------------- | ----- | ---------------- | ---- | ---- | ---- |
| 0  | Stati Uniti (bandiera)     | P     | Damian Lillard   | 1990 | 191  | 89   |
| 2  | Stati Uniti (bandiera)     | P     | Brian Roberts    | 1985 | 185  | 78   |
| 3  | Stati Uniti (bandiera)     | G     | C.J. McCollum    | 1991 | 193  | 91   |
| 4  | Stati Uniti (bandiera)     | AP    | Moe Harkless     | 1993 | 206  | 98   |
| 5  | Stati Uniti (bandiera)     | G     | Pat Connaughton  | 1993 | 196  | 93   |
| 8  | Nigeria (bandiera)         | AP    | Al-Farouq Aminu  | 1990 | 206  | 98   |
| 9  | Stati Uniti (bandiera)     | G     | Gerald Henderson | 1987 | 196  | 98   |
| 10 | Stati Uniti (bandiera)     | P     | Tim Frazier      | 1990 | 185  | 77   |
| 11 | Stati Uniti (bandiera)     | C     | Meyers Leonard   | 1992 | 216  | 111  |
| 17 | Stati Uniti (bandiera)     | AC    | Ed Davis         | 1989 | 208  | 109  |
| 21 | Stati Uniti (bandiera)     | AG    | Noah Vonleh      | 1995 | 208  | 109  |
| 23 | Stati Uniti (bandiera)     | AP    | Allen Crabbe     | 1992 | 198  | 95   |
| 24 | Stati Uniti (bandiera)     | AC    | Mason Plumlee    | 1995 | 206  | 109  |
| 34 | Stati Uniti (bandiera)     | AG    | Cliff Alexander  | 1987 | 198  | 102  |
| 35 | Germania (bandiera)        | C     | Chris Kaman      | 1982 | 213  | 120  |
| 44 | Rep. Dominicana (bandiera) | G     | Luis Montero     | 1991 | 201  | 84   |

### Staff tecnico
- Allenatore: Terry Stotts
- Vice-allenatori: Dale Osbourne, Nate Tibbetts, Jay Triano, David Vanterpool
- Vice-allenatore per lo sviluppo dei giocatori: Chris Stackpole
- Preparatore atletico: Geoff Clark

## Classifiche

### Division
Northwest Division
|    | Classifica          | V  | P  | %    |
| -- | ------------------- | -- | -- | ---- |
| 1. | Oklahoma Thunder    | 55 | 27 | 67,1 |
| 2. | Portland T. Blazers | 44 | 38 | 53,7 |
| 3. | Utah Jazz           | 40 | 42 | 48,8 |
| 4. | Denver Nuggets      | 33 | 49 | 40,2 |
| 5. | Minnesota T'wolves  | 29 | 53 | 35,4 |

### Conference

#### Western Conference
|     | Classifica          | V  | P  | %    |
| --- | ------------------- | -- | -- | ---- |
| 1.  | G.S. Warriors       | 73 | 9  | 89,0 |
| 2.  | San Antonio Spurs   | 67 | 15 | 81,7 |
| 3.  | Oklahoma Thunder    | 55 | 27 | 67,1 |
| 4.  | L.A. Clippers       | 53 | 29 | 64,6 |
| 5.  | Portland T. Blazers | 44 | 38 | 53,7 |
| 6.  | Dallas Mavericks    | 42 | 40 | 51,2 |
| 7.  | Memphis Grizzlies   | 42 | 40 | 51,2 |
| 8.  | Houston Rockets     | 41 | 41 | 50,0 |
| 9.  | Utah Jazz           | 40 | 42 | 48,8 |
| 10. | Sacramento Kings    | 33 | 49 | 40,2 |
| 11. | Denver Nuggets      | 33 | 49 | 40,2 |
| 12. | N.O. Pelicans       | 30 | 52 | 36,6 |
| 13. | Minnesota T'wolves  | 29 | 53 | 35,4 |
| 14. | Phoenix Suns        | 23 | 59 | 28,0 |
| 15. | L.A. Lakers         | 17 | 65 | 20,7 |